# Premio Blanquerna

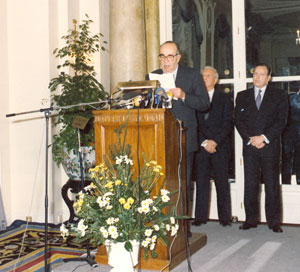
Fernando Lázaro Carreter en la ceremonia de entrega del Premio Blanquerna 1993.

El Premio Blanquerna es un galardón que otorga anualmente la Generalidad de Cataluña a través de su delegación en Madrid para reconocer la labor de personas o entidades que se hayan distinguido por su contribución al desarrollo y conocimiento de Cataluña. Fue creado mediante un acuerdo de la Generalidad el 8 de octubre de 1993.

## Lista de galardonados
- I (1993): Fernando Lázaro Carreter.
- II (1994): Adolfo Suárez.
- III (1995): Federico Mayor Zaragoza.
- IV (1996): Octavio Paz.
- V (1997): Joaquín Ruiz-Giménez.
- VI (1998): Miguel Herrero y Rodríguez de Miñón.
- VII (1999): Residencia de Estudiantes de Madrid.
- VIII (2000): José María Martín Patino.
- IX(2001): Javier Tusell.
- X (2002): Jorge Semprún.
- XI (2003): el pueblo de Madrid, en homenaje a las víctimas de los atentados del 11 de marzo.
- XII (2004): Carmen Cervera, baronesa de Thyssen-Bornemisza.
- XIII (2005): Antonio Garrigues Walker.
- XIV (2007): Javier Pérez Royo.
- XV (2008): Esther Koplowitz.
- XVI (2009): Benita Ferrero-Waldner.
- XVII (2010): Iñaki Gabilondo.
- XVIII No concedido
- XIX (2017) Vicente del Bosque y Nueva Economía Forum[1]